# كيفن سمارت
كيفن سمارت (بالإنجليزية: Kevin Smart)‏ (17 أكتوبر 1958 بنيوكاسل أبون تاين في المملكة المتحدة - ) هو لاعب كرة قدم بريطاني في مركز الدفاع. لعب مع نادي بليموث أرجايل وويغان أتلتيك وHythe Town F.C. ‏ ونادي فوكستون.